# Kazimierz (Opole)
Pour les articles homonymes, voir Kazimierz.
Kazimierz est une localité polonaise du gmina de Głogówek, située dans le powiat de Prudnik (voïvodie d'Opole).